# Agencja Rynku Rolnego

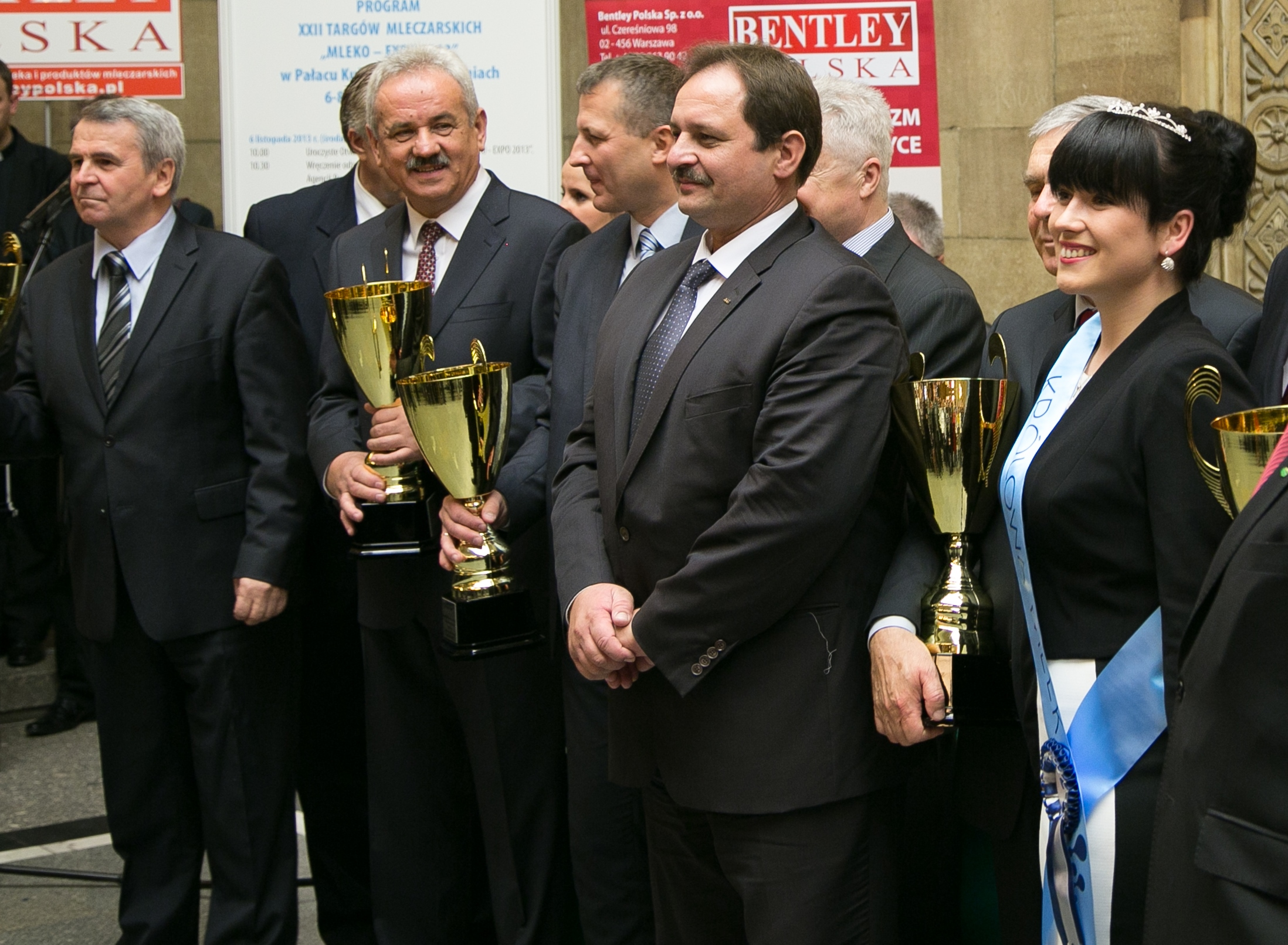
Der Geschäftsführer der ARR, Radosław Szatkowski (Bildmitte) mit Dariusz Sapiński (Mlekovita, ganz links), Szczepan Szumowski (Molkerei Giżycko) und Katarzyna Gajownik (Polnische Milchkönigin, rechts) bei der Eröffnung der Molkereiprodukte-Messe „Mleko-Expo“ im Warschauer Kulturpalast am 6. November 2013

Die Agencja Rynku Rolnego (ARR; deutsch Agentur für Agrarmarkt) war Polens staatliche Agentur für den Agrarmarkt. Sie wurde im Jahr 2017 aufgelöst.
Die Behörde unterstand dem Ministerium für Landwirtschaft und ländliche Entwicklung sowie dem Finanzministerium. Sie hatte Aufgaben im Rahmen der Gemeinsamen Agrarpolitik (CAP) der Europäischen Union sowie Vorgaben (z. B. Exportförderung) auf nationaler Ebene zu erfüllen.
Die im Juni 1990 gegründete Agentur betätigte sich zunächst in der Unterstützung und dem Erhalt der wirtschaftlichen Ausgewogenheit im Bereich der landwirtschaftlichen Nahrungsmittelproduktion Polens. Seit dem Jahr 2004 war sie anerkannte Förder- und Kontrollinstitution der CAP. Der Sitz der ARR befand sich in Warschau an der Ulica Nowy Świat 6/12. In den 16 polnischen Woiwodschaften wurden Niederlassungen unterhalten. Der Geschäftsführer der Agentur wurde vom polnischen Ministerpräsidenten auf Antrag des Finanzministers in Absprache mit dem Finanzministerium ernannt. 